# William Martin Murphy

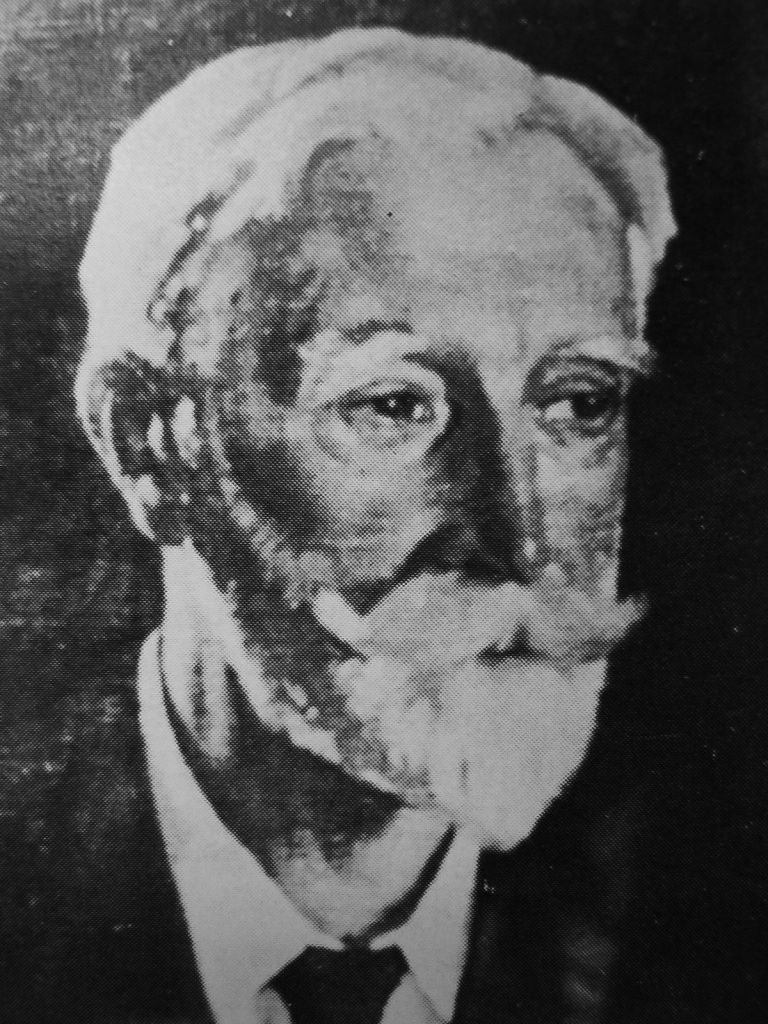
William Martin Murphy, in einem Ölgemälde von William Orpen

William Martin Murphy (* 6. Januar 1845 in Derrymihan bei Castletownbere, County Cork; † 26. Juni 1919 in Dublin) war ein irischer Unternehmer, dem zahlreiche Bahngesellschaften in Irland, Großbritannien und Afrika gehörten. Er vertrat von 1885 bis 1892 als Abgeordneter der Irish Parliamentary Party Dublin im britischen Unterhaus  und wurde mit dem Kauf der Irish Independent und weiterer Zeitungen zum ersten irischen Pressemagnaten, der nachhaltig die irische Presselandschaft veränderte. Er wurde jedoch hauptsächlich bekannt durch seine Rolle in dem Arbeitskonflikt von 1913 (Dublin Lockout), bei der er die Seite der Arbeitgeber anführte und mit Hilfe von Aussperrungen und dem daraus resultierenden sozialen Elend den Widerstand der Arbeiter brach.

## Leben

### Frühe Jahre
William Martin Murphy wurde als Sohn des Bauunternehmers Denis Murphy geboren und blieb das einzige Kind. Kurz nach seiner Geburt verlagerte sein Vater sein Geschäft nach Bantry. Als William Martin vier Jahre alt war, verstarb seine Mutter Mary Anne Martin. Seine Großmutter Mary Murphy, die dann die Erziehung übernahm, starb fünf Jahre später. Nach dem Besuch der Schule in Bantry wechselte Murphy 1858 nach Dublin auf das von Jesuiten geführte Belvedere College und wohnte bei einem Freund seines Vaters, A. M. Sullivan, der damals an der irisch-nationalen Wochenzeitung Nation mitarbeitete. Nach dem Abschluss der Schule nahm er 1863 ein Studium der Architektur an der katholischen Universität auf und arbeitete zugleich beim Dubliner Architekten John J. Lyons. Ferner schrieb er für die Nation und den Irish Builder. Als sein Vater 1863 überraschend verstarb, musste er jedoch sein Studium abbrechen und das Unternehmen seines Vaters übernehmen. Nur wenige Jahre nach der Übernahme des väterlichen Unternehmens verlagerte er dessen Sitz nach Cork. Zu seinen frühen geschäftlichen Erfolgen trug auch die Heirat mit Mary Julia Lombard bei, der Tochter des einflussreichen Geschäftsmanns James Fitzgerald Lombard. 1875 war Murphy bereits so erfolgreich, dass er nicht nur den Sitz seiner Unternehmung nach Dublin verlagern konnte, sondern auch über die Mittel verfügte, mit Dartry House ein stattliches Anwesen im Süden Dublins zu erwerben.

### Aufbau des Straßenbahn- und Eisenbahnimperiums

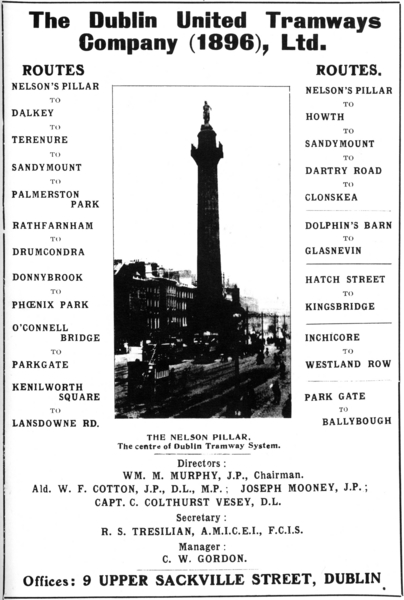
Werbung der Dublin United Tramways Company mit den zur Verfügung stehenden Linien

In dieser Zeit weckte die Einführung der Pferdebahnen in den Vereinigten Staaten und in London durch George Francis Train das Interesse Murphys. Nach der 1871 erfolgten Genehmigung gab es 1877 drei Unternehmen, die Pferdebahnen in Dublin betrieben. Murphy leitete zusammen mit seinem Schwiegervater den jüngsten dieser drei Betriebe, die Dublin Central Tramway Company, die dank der Möglichkeiten seines Bauunternehmens sehr rasch expandieren konnte. 1880 wurden all diese Betriebe zur United Tramways Company vereinigt mit James Fitzgerald Lombard als Aufsichtsratsvorsitzenden und Murphy als Vorstandsvorsitzenden. Das Unternehmen förderte und profitierte insbesondere mit der beginnenden Elektrifizierung ab 1896 von der Expansion Dublins, bei der zahlreiche neue Vorstädte entstanden, die über die Straßenbahnen mit dem Zentrum verbunden wurden.

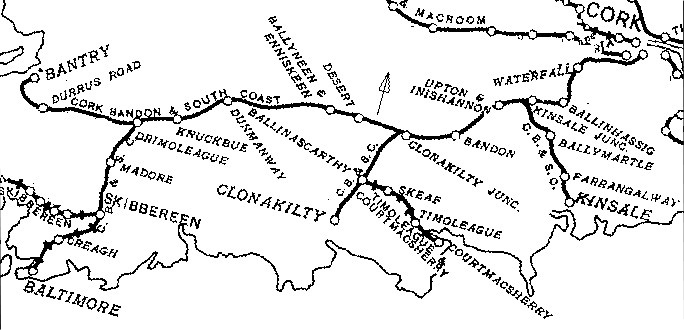
Die 1881 von Murphy eröffnete Bahnstrecke verband Bantry mit Cork

Dieser Erfolg eröffnete die Gelegenheit für Murphy, das Geschäft auch auf Eisenbahnen auszuweiten. Hier erhielt er den Vertrag für die Bahnstrecke von Drimoleague nach Bantry, die offiziell am 3. Juli 1881 eröffnet wurde. Bereits im folgenden Jahr durfte er den Dubliner Erzbischof Edward McCabe in seiner Eigenschaft als Anteilseigner der Cork and Bandon Railway Company vertreten. 1884 folgte die Bahnlinie zwischen Clara und Banagher. Im Dezember 1885 wurde er Vorstandsmitglied der Waterford and Limerick Railway, und etwa zeitgleich kam er auch in den Vorstand der West Clare Railways. Als 1901 mehrere Eisenbahngesellschaften zur Great Southern and Western Railway zusammengeschlossen wurden, wurde er nicht sofort als Vorstand mit übernommen; Ende 1903 gelang es ihm jedoch, in Nachfolge eines verstorbenen Vorstandsmitglieds nachzurücken.
Da Murphy in das Eisenbahngeschäft eingestiegen ist, als viele wichtige Linien bereits existierten, waren seine unternehmerischen Aktivitäten im Bereich des Straßenbahnbaus sehr viel bedeutender, die er neben Dublin auch in Cork, Belfast, im Süden Londons, Isle of Thanet, Hastings, Bournemouth, Paisley und sogar in Buenos Aires betrieb. Seine Straßenbahnen in Dublin galten in Bezug auf Effizienz und Komfort im gesamten Vereinigten Königreich als unvergleichlich, sowohl in dem System der zur Verfügung stehenden Routen als auch in der perfekten Organisation.

### Politische Laufbahn
Als 1885 der Wahlkreis in Dublin aufgeteilt wurde, ergab sich für Murphy durch seine zunehmende Bedeutung und Bekanntheit als Mitglied der 1882 gegründeten Irish Parliamentary Party die Möglichkeit, als Abgeordneter des Wahlkreises St Patrick’s in das Unterhaus einzuziehen. Dies erwies sich als sehr glücklich für seine weitere geschäftliche Entwicklung, da viele Entscheidungen bezüglich des Ausbaus der öffentlichen Verkehrsmittel vom Unterhaus abhingen. Hier gelang es ihm rasch, Einfluss auf die zugehörige Gesetzgebung zu gewinnen. So unterstützte er beispielsweise 1886 den Public Works Loans Tramways (Ireland) Act, der das Schatzamt autorisierte, Darlehen mit Anteilen als Sicherheit auszugeben, und nahm über dieses Programm selbst ein Darlehen in der Höhe von £ 54.000 für ein Projekt der West Clare Railway auf, bei der er im Vorstand war und auch gleichzeitig von den vergebenen Aufträgen profitierte. Er plädierte für eine nationale Regierung in Irland und nannte in einer Rede vom 10. Januar 1887 Belgien als Vorbild. Er argumentierte, dass es bei einer Selbstverwaltung zu einer wirtschaftlichen Blüte kommen werde, wandte sich entschieden gegen Vorurteile gegenüber irischen Arbeitern und verwies dazu auf seine langjährige Erfahrung als Arbeitgeber. Während eines Streiks der Bauarbeiter 1890 in Dublin setzte er sich für diese in einem am 24. März im Freeman’s Journal veröffentlichten Artikel ein und wies darauf hin, dass die Arbeiter nur vier Pence pro Stunde verlangen würden – ein Betrag, den er schon zehn Jahre zuvor an seine Arbeiter gezahlt habe.

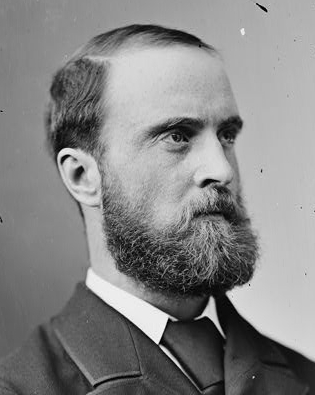
Die Affäre um Charles Parnell und Katharine O’Shea führte zur Spaltung der Irish Parliamentary Party.

Als 1890 öffentlich wurde, dass Charles Parnell eine Affäre mit Katharine O’Shea, der Frau seines Parteifreunds, hatte, aus der mehrere Kinder hervorgegangen waren, und Parnell sich weigerte, deswegen zurücktreten, kam es zu einer Spaltung der Irish Parliamentary Party. Murphy schloss sich der Gruppe um Justin McCarthy, die den Rückhalt durch den Dubliner Erzbischof William Walsh hatte, an. Murphy und Walsh kannten einander sehr gut, vertrauten einander und blieben in dieser Affäre kontinuierlich mit Telegrammen in Kontakt. Die Gegner Parnells, die sich als Patriotic Party formiert hatten, sahen sich dem Problem gegenüber, dass das Freeman’s Journal weiterhin in Parnells Kontrolle verblieb und somit keine eigene Zeitung zur Verfügung stand, um die öffentliche Meinung zu beeinflussen. Am 15. Dezember 1890 erschien eine Notzeitung unter dem Namen Suppressed United Ireland, die insbesondere die Anhänger und Mitglieder der Irish Parliamentary Party aufforderten, sich der Patriotic Party anzuschließen. Als Alternative zu der Irish National League, dem wichtigsten Instrument der durch Parnell geführten Bewegung, die die Irish Parliamentary Party weiterhin unterstützte, wurde das National Committee gegründet. Murphy stellte Räume zur Verfügung und übernahm auch die Leitung. Er berichtete gegenüber Erzbischof Walsh, dass er bereits etwa 3.000 prominente Anhänger gewonnen hätte und die Stimmung nach der gewonnenen Wahl in Kilkenny sehr gut sei.
In Nachfolge der Notzeitung wurde zunächst ein dünnes Blatt mit dem Namen Insuppressible herausgegeben; wenig später wurde daraus unter der Leitung von Healy und Murphy eine etwas umfangreichere Zeitung mit dem Namen National Press. Es war sehr schwierig, genügend Anzeigenkunden und Abnehmer für die Zeitung zu finden, da Dublin dank des nach wie vor erfolgreichen Freeman’s Journal weitgehend Parnell treu blieb. Dies änderte sich aber allmählich, weil Murphy kontinuierlich die Zeitung finanzierte, die Unterstützung durch die Bischöfe half und am 6. März 1891 Thomas Sexton als Herausgeber gewonnen werden konnte. Da dadurch die Lage für das Freeman’s Journal zunehmend schwieriger wurde, distanzierte es sich letztlich doch von Parnell, der danach noch versuchte, die Irish Daily Independent als neue Zeitung zu gründen, jedoch am 6. Oktober 1891 unerwartet früh verstarb.

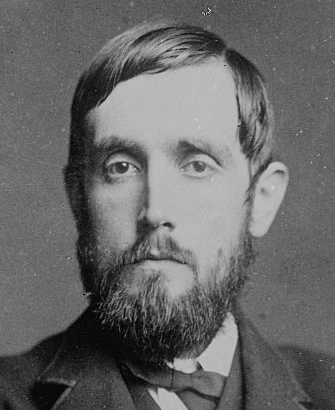
John Dillon war der wichtigste politische Gegenspieler Murphys, der zuletzt auch dessen politische Karriere beendete.

Nach dem Tod von Parnell ergriffen John Dillon und William O’Brien die Gelegenheit, das Freeman’s Journal zu übernehmen, und schlugen vor, beide Zeitungen zusammenzulegen. Murphy und Healy waren zunächst dagegen, konnten sich aber nicht durchsetzen. Da die Anteilseigner der National Press Anteile des Freeman’s Journal erhielten, wurden Murphy und Healy Mitglieder des neuen Vorstands. In einer längeren Auseinandersetzung bemühten sich Dillon und der ebenfalls zum Vorstand gehörende Sixton, sowohl Murphy als auch Healy hinauszudrängen. Erzbischof Walsh, der ebenfalls dem Vorstand angehörte, wurde von beiden Seiten in die Auseinandersetzung einbezogen. Als am 20. Februar 1893 Erzbischof Walsh ankündigte, in der Sitzung vom 6. März seine Empfehlungen zum weiteren Verfahren auszusprechen, und es Gerüchte gab, dass Erzbischof Walsh Dillon unterstützen würde, sandten sowohl Murphy als auch Healy jeweils Schreiben an den Erzbischof mit der Ankündigung, seine Empfehlungen nicht als bindend anzusehen. Dies wurde vom Erzbischof Walsh als Vertrauensbruch betrachtet, und das zuvor sehr gute Verhältnis zwischen Murphy und Walsh sollte sich nie davon erholen. Am Ende konnte Murphy aber dennoch seinen Vorstandssitz nicht behalten, womit er letztlich auch seine Investitionen in diese Zeitung verlor.
1892 konnte Murphy seinen Sitz im Unterhaus nicht verteidigen. In einer Nachwahl im Wahlkreis South Kerry wurde Murphy im September 1895 von der lokalen Irish Parliamentary Party als Kandidat aufgestellt. Es ist unklar, ob dies mit dem Einverständnis von Murphy erfolgte, aber die Reaktion von Dillon kam prompt, indem sofort mit T. G. Farrell ein Gegenkandidat ins Rennen geschickt wurde. Trotz der Unterstützung durch Healy unterlag Murphy mit nur 474 gegen 1209 Stimmen. In der Folge verlor Murphy seinen Sitz in der Irish National Federation und Healy seine Parteiämter, obwohl er Mitglied blieb. Kurz darauf gab Justin McCarthy den Parteivorsitz auf, so dass Dillon sein Nachfolger wurde.

### Der Weg zum Pressebaron
Murphy verlor jedoch nicht das Ziel aus den Augen, eine Tageszeitung zu kontrollieren, die erfolgreicher sein würde als das von Sixton im Auftrag von Dillon betreute Freeman’s Journal. Er wurde ehrenamtlicher Schatzmeister der People Rights Association, die mit der in Nöten befindlichen Wochenzeitung Nation in Verbindung stand. Auf Murphys Initiative hin erwarb die People Rights Association die Nation mit dem Ziel, sie zu einer Tageszeitung weiterzuentwickeln. Murphy investierte den größten Teil des dafür notwendigen Kapitals und wurde wenig später alleiniger Eigentümer der Nation Company Ltd. In den letzten Jahren des 19. Jahrhunderts gab es somit drei national ausgerichtete Zeitungen, den von Dillon kontrollierten Freeman’s Journal, die zur Pro-Parnell-Seite gehörenden und von John Redmond kontrollierten Irish Daily Independent und der Murphy gehörenden Daily Nation. Als die Irish Daily Independent in finanzielle Schwierigkeiten geriet und verkauft werden musste, gab das Freeman’s Journal ein Kaufgebot ab. Redmond, der trotz der Parteispaltung immer noch in einer guten Beziehung zu Healy stand, fragte ihn, ob die Irish Daily Independent nicht von Murphy gekauft werden könnte. Obwohl Murphy zunächst abgeneigt war, ließ er sich von Healy überreden und führte dann beide Zeitungen in der 1901 gegründeten Irish Independent Newspapers Ltd zusammen, zu der dann auch noch die Weekly Independent, die Nation, der Evening Herald und der Saturday Herald gehörten. Dieser Coup in Verbindung mit Healys kontinuierlichen Angriffen in den Zeitungen gegen Dillon führte zu dem folgenden Ausspruch:

“Mr Murphy bought the knives, and Mr Healy did the stabbing.”

„Mr. Murphy kaufte die Messer und Mr. Healy stach zu.“

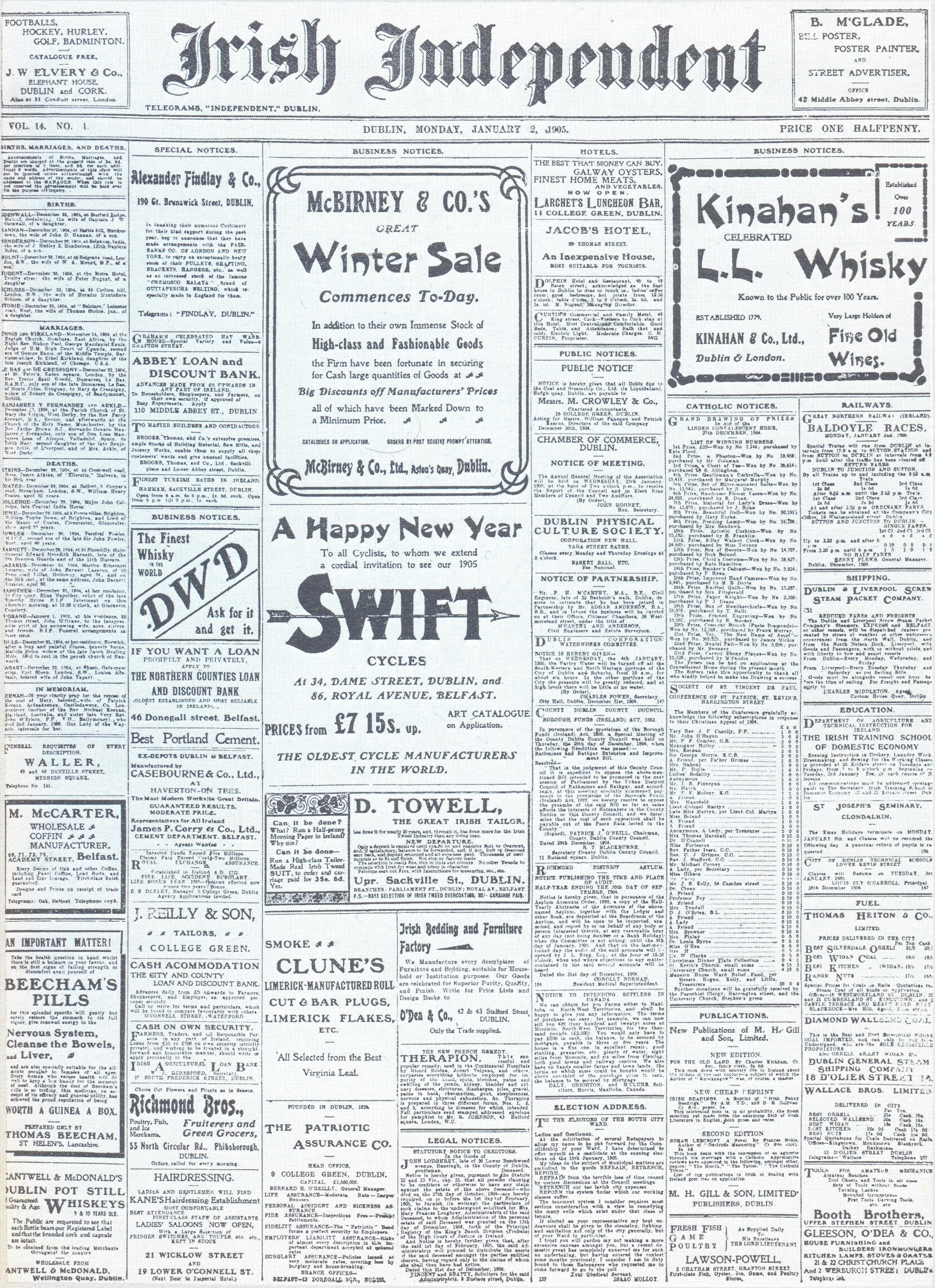
Die Titelseite der Erstausgabe der Irish Independent vom 2. Januar 1905

Dennoch, trotz der Bemühungen und der Investitionen Murphys blieben die Zeitungen ein Zuschussgeschäft. Um das zu ändern, zog Murphy zwei Zeitungsfachleute zu Rate, die den von Northcliffe bei der Daily Mail so erfolgreichen eingeführten Typus einer Boulevardzeitung als Vorbild empfahlen, da dieser außerordentlich erfolgreich war und dieser Erfolg sich auch bei der den Ansatz nachahmenden Daily Express wiederholte. Murphy ernannte daraufhin den ebenfalls aus Castletownbere stammenden Tim Harrington zum Chefredakteur der Irish Independent mit dem Ziel, diese Erfolgskonzepte zu übernehmen und auf eine vermehrte Verwendung von Fotografien zu setzen. Auch sollte das Blatt im Gegensatz zu früher nicht mehr den unmittelbaren politischen Auseinandersetzungen dienen, sondern weitgehend distanziert und überparteilich berichten. Murphy begleitete dann Harrington auf dem Wege nach London, um sich die neuen Linotype-Setzmaschinen anzusehen, die dann in größerer Zahl angeschafft wurden. Nachdem die Pacht der alten Räume in der Dame Street ausgelaufen war, fand Murphy ein vierstöckiges Gebäude in der Middle Abbey Street, das die neue Zeitung aufnahm. Von der Erstausgabe am 2. Januar 1905 wurden insgesamt 50.000 Exemplare gedruckt – eine dramatische Steigerung gegenüber der Auflage von 8.000 bei der Irish Daily Independent.
Obwohl die Daily Mail äußerlich als Vorbild diente, verzichtete die Irish Independent auf Sensationalismus und bemühte sich stattdessen um guten Journalismus in einer klaren Sprache, die um Objektivität bemüht war. Dies in Verbindung mit dem neuen Stil einer Zeitung kam sehr gut an, obwohl oder gerade weil sich alles deutlich von den älteren Zeitungen unterschied. Ebenso neu waren namentlich unterzeichnete Kolumnen und literarische Beiträge bekannter Politiker und Autoren. Neben einer speziell an Frauen gerichteten Magazinseite gab es auch eine Fortsetzungsgeschichte. Es gab dazu jedoch auch kritische Stimmen wie etwa die von James Joyce, der sich nur zwei Wochen nach dem Start äußerte:

“The ‘Irish Independent’ is really awful—I could not read any of the Celtic Christines except for the verse which seemed to be almost unbearably bad.”

„Die Irish Independent ist wirklich schrecklich — Ich konnte keine der keltischen Weihnachtsgeschichten lesen mit Ausnahme der Gedichte, die nahezu unerträglich schlecht waren.“

Es gab auch Kritik, dass Murphy zu viel Mittel in ein nicht sehr profitables Zeitungsgeschäft investiere. Er antwortete darauf, dass er glücklich sei, Geld für sein Steckenpferd ausgeben zu können. Der Erfolg gab jedoch Murphy recht, da die Verkaufszahlen in für Irland bis dahin unbekannte Höhen schnellten. Um dies genauer verfolgen zu können, ließ Murphy sogar genau erfassen, wie viele Zeitungen tatsächlich verkauft werden und wie viele wieder zurückgingen oder verschenkt wurden. Diese Praxis war damals neu und wurde wenige Jahre später dann auch in London übernommen. Die so gemessenen Verkaufszahlen gingen nach mehreren Wochen auf 25.000 zurück, erreichten aber binnen drei Jahren 40.000 Exemplare. Die Irish Independent machte auch zunehmend den lokalen Blättern in der Provinz Konkurrenz, wo zuvor die Dubliner Zeitungen zu spät ankamen, um genügend Abnehmer zu finden. Durch die neue Vertriebsstruktur der Irish Independent erreichte diese beispielsweise Waterford bereits um 11 Uhr vormittags, während die Irish Times und das Freeman’s Journal erst am Spätnachmittag eintrafen. Dies führte zu einem Sterben und Zusammenlegen lokaler Zeitungen, so dass beispielsweise in Waterford nur der Edward Walsh gehörende Munster Express überlebte. Ende 1915 erreichte die Irish Independent einen Absatz von 100.000 Exemplaren und der Jahresgewinn betrug £ 15.000 und stieg 1918 auf £ 40.000.

### Organisation der Internationalen Ausstellung 1907

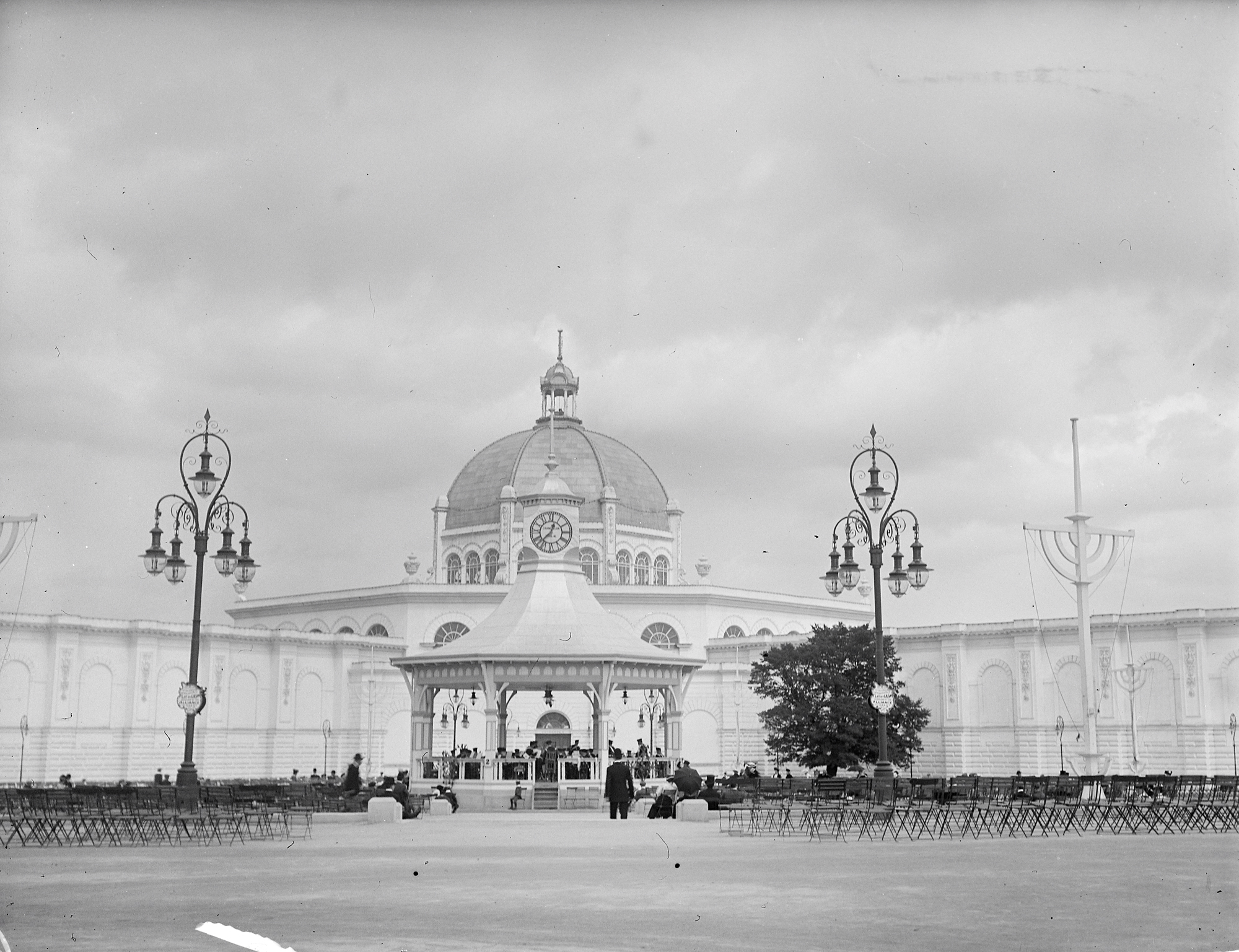
Für die Internationale Ausstellung in Irland im Jahr 1907 entstandener Pavillon in einer historischen Aufnahme

Ab 1876 war Murphy Mitglied der Dubliner Handelskammer und durch seinen unternehmerischen Erfolg und weitgehende Bekanntheit, wurde er 1906 in das Zentralkomitee der Handelskammer gewählt. Dies war ungewöhnlich, da dieses Organ mehrheitlich von Protestanten und Gegnern eines unabhängig regierten Irlands besetzt war. In der Irish Independent ließ Murphy den Vorschlag für eine internationale Ausstellung in Irland einbringen und infolgedessen wurde Murphy von der Handelskammer gebeten, den Vorschlag zu prüfen. Murphy arbeitete mit Eifer daran und als sich ein Erfolg bereits abzeichnete, wurde ihm von einigen seiner Gegner vorgeworfen, er mache dies nur, um sich von Eduard VII. zum Ritter schlagen zu lassen. Nachdem Murphy dies vernahm, erklärte er öffentlich, dass er eine solche Ehre für die Ausrichtung der Ausstellung nicht annehmen würde. Als überraschend Eduard VII. mit der königlichen Yacht am 10. Juli 1907 tatsächlich kam, ließ er dies auch den damaligen Vizekönig Lord Aberdeen wissen, der es jedoch versäumte, seinen Wunsch weiterzuleiten. So kam es zu einer peinlichen öffentlichen Szene, als Eduard VII. bereits nach dem zeremoniellen Schwert rufen ließ und dann Lord Aberdeen die Prozedur zum Erstaunen des Königs abbrechen ließ. Murphy schickte anschließend eine erklärende Entschuldigung, die in einem Antwortschreiben von Eduard VII. akzeptiert wurde. In seinem Schreiben führte Murphy auch seine Position aus, dass er zwar für ein national regiertes Irland sei, aber eine gemeinsame Krone für beide Länder für richtig befinde. Im Übrigen war die Ausstellung mit ca. 2.750.000 Besuchern ein uneingeschränkter Erfolg, der Murphy 1911 zur Wahl zum Vizepräsidenten und später zum Präsidenten der Handelskammer verhalf.

### Auseinandersetzungen mit Dubliner Dichtern und Künstlern
Dessen ungeachtet wurde Murphy in den literarischen und künstlerischen Kreisen Dublins nicht sehr geschätzt und zunehmend öffentlich kritisiert. Schon als die Irish Independent sich in die Kritiker des 1907 uraufgeführten Schauspiels Der Held der westlichen Welt von J. M. Synge einreihte, die darin nur eine Geringschätzung des irischen Volks zu erkennen vermochten, wurden bittere Gefühle geweckt, die sich auch gegen Murphy persönlich richteten. Da Synge zwei Jahre später verstarb und D. J. O’Donoghue in der Irish Independent einen Nachruf schrieb, der Synge nur als vielversprechend, jedoch nicht erfüllend beschrieb, und der von seinen Anhängern übertrieben gepriesen werde, notierte W. B. Yeats verbittert in seinem Tagebuch:

“Yet these men came, though but in remorse; they saw his plays, though but to dislike; they spoke his name, though but in slander.”

„Indessen diese Herren kamen, jedoch bereuten sie es; sie sahen seine Stücke, jedoch zu ihrem Missfallen; sie nannten seinen Namen, jedoch verleumderisch.“

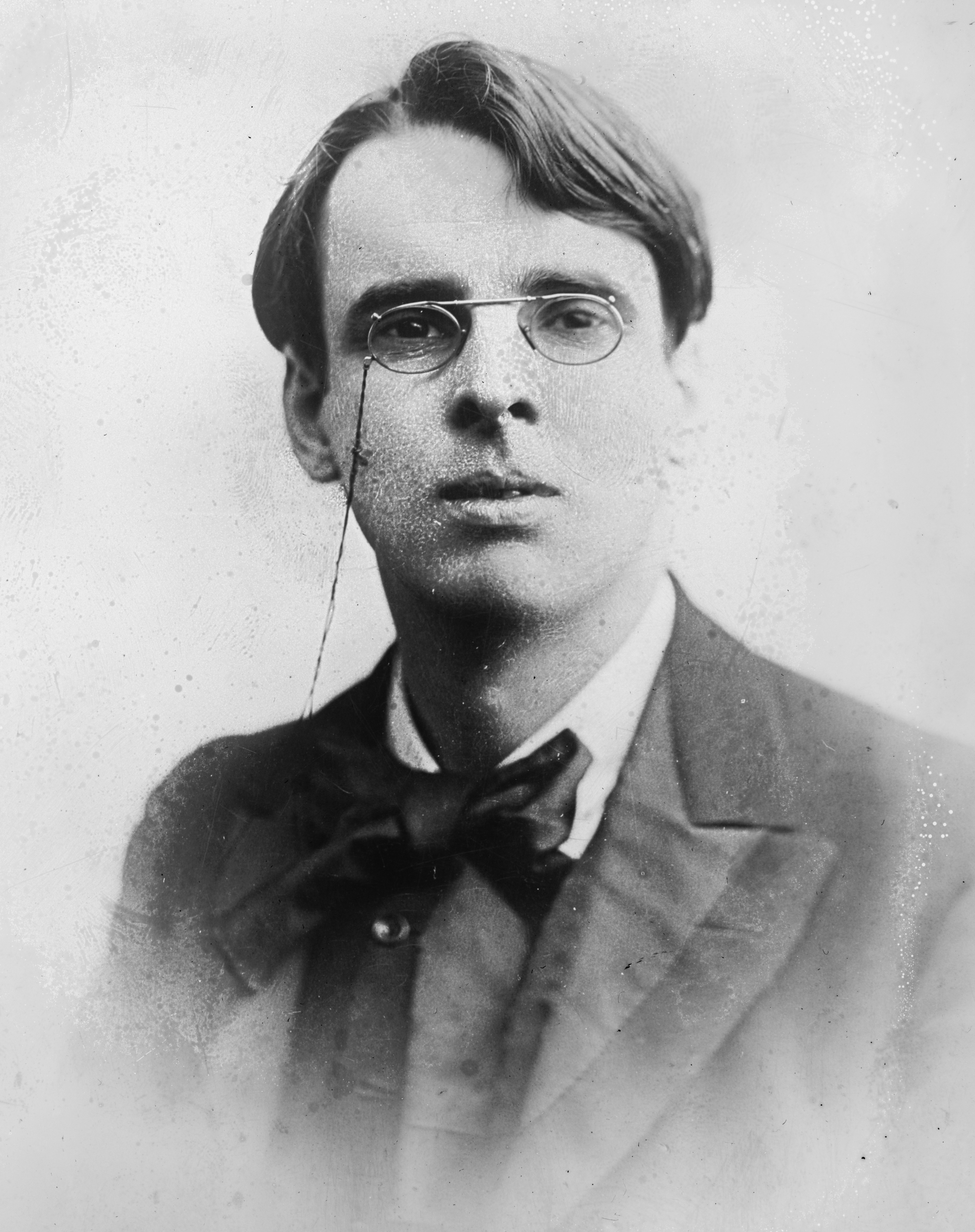
W. B. Yeats gab 1913 den Gedichtband Poems Written in Discouragement heraus, der seine Enttäuschung über Murphy und die anderen Gegner der Kunstgalerie zum Ausdruck brachte.

Wie Morrissey ausführt, war Murphy für Yeats der Repräsentant eines habgierigen, zum Reichtum gelangten katholischen Iren, der nicht nur einfach die protestantische Oberschicht ersetzt, sondern der auch noch seinen Helden Parnell zerstört, dem katholischen Klerus erheblichen Einfluss in der irischen Politik verschafft und das dramatische Genie Synges unverzeihlich geschmäht hatte. Dieser Eindruck sollte sich insbesondere bei der Affäre um Hugh Lane verschärfen, der eine umfangreichere Kunstsammlung moderner französischer Maler für eine neu zu schaffende Kunstgalerie in Dublin stiften wollte. Der von Lane gewonnene britische Star-Architekt Edwin Lutyens entwarf eine Galerie, die sich im Bogen über den Liffey spannen sollte, und deren Baukosten auf £ 22.000 geschätzt wurden. Dies stieß auf großen Widerstand, insbesondere weil es aus privaten Mitteln kaum finanzierbar war bzw. in Dublin nur Arthur Guinness und Murphy solch ein Projekt hätten finanzieren können. Beide boten etwas Geld an, lehnten jedoch größere Beiträge ab, und Murphy kritisierte die Projektbefürworter als „Handvoll Dilettanten“, die ein Projekt durchsetzen wollten, für die es keine öffentliche Nachfrage gab und das für die gewöhnlichen Leute Dublins nur von sehr geringem Nutzen sein würde.
Die erste Enttäuschung, dass das Projekt nicht privat finanziert werden konnte, goss W. B. Yeats um die Jahreswende 1912/1913 in das Gedicht To a Wealthy Man who promised a Second Subscription to the Dublin Municipal Gallery if it were proved the People wanted Pictures, das in der Irish Times am 11. Januar 1913 veröffentlicht wurde. Allseits wurde angenommen, dass sich das Gedicht auf Murphy beziehe. Erst später im Jahr 1917 stellte Yeats klar, dass jemand anderes gemeint sei. Dem Yeats-Kommentator Jeffares zufolge kann dann damit nur Arthur Guinness gemeint sein. Murphy ging jedoch davon aus, dass es sich auf ihn bezog, und veröffentlichte am 17. Januar 1913 eine Replik in der Irish Independent, in der er darauf aufmerksam machte, dass auch Stifter nur begrenzten Wohlstand haben und, bevor öffentliche Mittel dafür eingesetzt werden würden, es besser wäre, auf die Dubliner zu hören, ob sie das wirklich wünschen. Er empfahl, solche Mittel lieber in neue Wohnungen für die unter armseligen Bedingungen in den Slums wohnenden Dubliner zu investieren. Diese Argumentation wurde jedoch von den Befürwortern des Projekts als heuchlerisch empfunden, weil, wie Yeats feststellte, die Kunstgalerie sowohl durch den Gewerkschaftsführer James Larkin als auch Vertretern der in den Elendsvierteln wohnenden Arbeitern befürwortet wurde.
Am 12. August 1913 lehnte die von Murphy geleitete Dubliner Handelskammer das Projekt in einer Stellungnahme ab. Dies und die anhaltende Kampagne in der Irish Independent führte schließlich dazu, dass auch die Stadtverwaltung das Projekt ablehnte. Lane gab daraufhin im September 1913 entnervt auf. Obwohl Murphy nicht alleine stand, wurde er von den Befürwortern des Projekts als Hauptschuldiger wahrgenommen, nicht zuletzt auch, weil die Irish Independent deutlich Stellung bezogen hatte. W. B. Yeats gab danach einen Gedichtband mit dem Titel Poems Written in Discouragement heraus, der noch 1913 erschien. Zwei dieser Gedichte schrieb Yeats am 16. September 1913. Das erste mit dem Titel Paudeen (umgangssprachliche Variante von Patrick, den einfachen irischen Mann repräsentierend) wandte sich direkt gegen Murphys Replik, der von Paudeen’s pence gesprochen hatte. In seinem zweiten Gedicht mit dem Titel To A Friend Whose Work Has Come to Nothing (übersetzt: Für eine Freundin, deren Werk zunichte ward), bringt Yeats seine Solidarität mit Lady Gregory zum Ausdruck, die für das Projekt Spenden im Umfang von £ 2000 in Amerika eingeworben hatte und, so Yeats, einem Gegner unterlag, der sich nicht für seine Lügen schämte:
| Englische Fassung: | Deutsche Übersetzung von Norbert Hummelt: |
| Now all the truth is out, Be secret and take defeat From any brazen throat, For how can you compete, Being honour bred, with one Who, were it proved he lies, Were neither shamed in his own Nor in his neighbours' eyes? | Nun da die Wahrheit heraus ist, Halt still und stecke ein Was je ein Schandmaul lästert, Wie kannst du, ehrsam erzogen, Dich auch mit einem messen, Der, wenn als Lügner erkannt, Weder vor sich noch andern Sich dessen schämen mag? |

### Arbeitskonflikt
Murphy kümmerte sich um seine Arbeiter und achtete auf eine faire Bezahlung. Als er sich für die im Streik befindlichen Bauarbeiter 1890 einsetzte, wurde dies durchaus positiv vermerkt, so dass er bei der Wahl von 1892 auch Unterstützung vom Gewerkschafter John Ward erhielt. Die schwache Position der Gewerkschaften, die für Verluste bestreikter Unternehmen haftbar gemacht werden konnten, änderte sich 1906, als der Trade Disputes Act verabschiedet wurde, der den Gewerkschaftsführern hierin Immunität gewährte. Nachdem sich James Larkin von seiner ursprünglichen Gewerkschaft, der National Union of Dock Labourers, getrennt hatte, gründete er die Irish Transport and General Workers’ Union (ITGWU). Hier versuchte er insbesondere die Bahnarbeiter in der Region um Cork als Mitglieder zu gewinnen.
Die Arbeitgeber, zu denen auch Murphy gehörte, wollten keine Gewerkschaftsbewegung tolerieren und einigten sich darauf, keinen Mitarbeiter einzustellen, der zuvor wegen der Mitgliedschaft oder Unterstützung einer Gewerkschaft entlassen worden war. Die Sorgen der Arbeitgeber sollten sich aber bald vermehren, als Larkin nach Dublin kam und sich mit dem 1910 von Nordamerika zurückgekommenen James Connolly zusammenschloss, der für einen radikalen Syndikalismus eintrat. Ab Mai 1911 gab Larkin auch mit der Irish Worker and People’s Advocate eine eigene Zeitung heraus, die die Arbeiter über ihre Rechte aufklärte und im Dezember 1911 bereits eine Auflage von 95.000 erreichte.

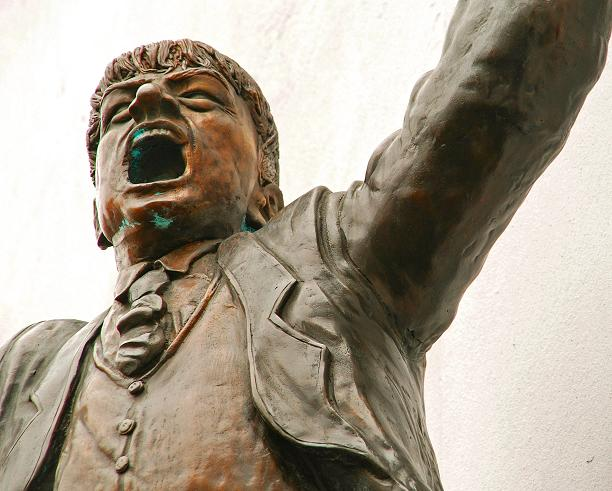
Der Gewerkschaftsführer James Larkin war Murphys Gegenspieler in dem harten Arbeitskampf von 1913. Die Statue des Belfaster Künstlers Anto Brennan entstand nach einer Fotografie, die Larkin bei einer Rede zeigte.

Larkin ging es nicht nur um bessere Bedingungen für die Arbeiter, sondern auch um entscheidende Änderungen der Machtverhältnisse. Dies sollte sich besonders bei den durch die ITGWU organisierten Streik der Arbeiter mehrerer holzverarbeitender Betriebe herausstellen. Um diese Unternehmen nicht nur durch den unmittelbaren Streik unter Druck zu setzen, forderte Larkin die Great Southern and Western Railway auf, keine Güter bestreikter Unternehmen zu transportieren. Der Vorstand, dem auch Murphy angehörte, lehnte dies schon wegen der vertraglichen Verpflichtungen ab. Danach organisierte Larkin einen Streik der Eisenbahner in ganz Irland. Dies wurde auf der Unternehmerseite als ungeheure Bedrohung und als Beginn eines Klassenkriegs empfunden. Die von Murphy als Vizepräsidenten maßgeblich beeinflusste Dubliner Handelskammer verabschiedete am 21. September 1911 eine Resolution, den Eisenbahngesellschaften jede nur denkbare Unterstützung zu gewähren, damit diese ihre Verpflichtungen einhalten können.
Um die Gewerkschaft unter Druck zu setzen, ließ Murphy die Arbeiter der Eisenbahnwerkstätten aussperren und nachdem nur 38 der Lokomotivführer sich nicht an dem Streik beteiligten, holte Murphy Arbeiter und Mitglieder der Royal Engineers aus Großbritannien, um die Eisenbahnlinien weiter betreiben zu können. Diese wohlorganisierte Gegenreaktion, die den laufenden Betrieb wieder sicherstellte, führte zur Demoralisierung der streikenden Arbeiter. Murphy stellte dann die Bedingung, dass jeder Arbeiter, der wieder eingestellt werden möchte, darauf verzichtet, ohne Vorankündigung zu streiken und den Transport missliebiger Güter zu blockieren. Am 4. Oktober 1911 brach der Widerstand zusammen und die Arbeiter gingen auf die Bedingungen ein. In Folge wurde auch eine Arbeitgeberorganisation in Irland gegründet, die unter der Führung von Murphy in der zwei Jahre später folgenden Auseinandersetzung zu einem wichtigen Instrument werden sollte.

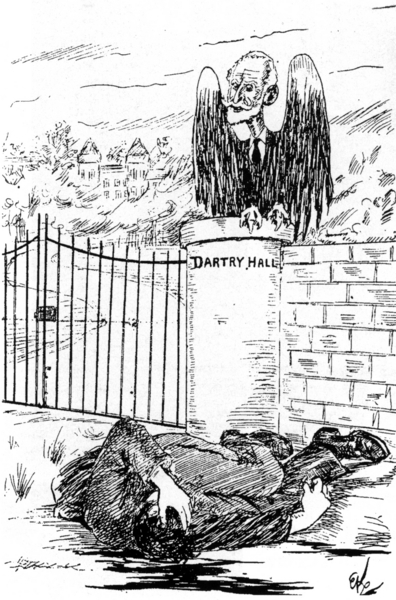
Darstellung von Murphy als Demon of Death in einer Karikatur von Ernest Kavanagh, erschienen am 6. September 1913 im Irish Worker, einer von Larkin kontrollierten Zeitung

Larkin nutzte die von ihm kontrollierte Zeitung Irish Worker, um Murphy kontinuierlich anzugreifen. So hieß es in einer Ausgabe am 7. September 1912, Murphy sei

“a creature who never hesitated to use the most foul and unscrupulous methods against any man, woman, or child, who in the opinion of William Martin Murphy stood in William Martin Murphy's way, a soulless, money-grubbing tyrant”

„eine Kreatur, die nie zögerte, die unanständigsten und skrupellosesten Methoden gegen jeden Mann, jede Frau oder jedes Kind anzuwenden, die nach der Auffassung von William Martin Murphy in dem Weg von William Martin Murphy standen, einem seelenlosen, geldgierigen Tyrannen“

Der Erfolg dieser Schmähungen war in Dublin zu der Zeit noch begrenzt, weil Murphy zu wohlbekannt war. Jedoch sollte sich das ändern, als im Laufe des folgenden Streiks die Auseinandersetzung größere Kreise bis nach London zog und dann diese Aussagen teilweise kritiklos akzeptiert wurden. Nach einer durch eine Krankheit erzwungenen Pause entschloss sich Murphy, der Herausforderung entgegenzustellen, und lud die 700 Mitarbeiter seiner Dubliner Straßenbahnen zu einer Versammlung am 19. Juli 1913 ein. In seiner Rede versuchte Murphy ein Band des gegenseitigen Vertrauens herzustellen, indem er betonte, dass er überhaupt keine Einwände hätte, wenn die Arbeiter sich untereinander organisieren würden, es aber nicht zulassen könnte, wenn sie sich einer verkommenen Organisation unter einem verkommenen Anführer anschließen würden, um sich von Larkin auf seinem Weg zum Dubliner Diktator als Werkzeug missbrauchen zu lassen. Er rief die Arbeiter auf, nicht an einem von Larkin organisierten Streik teilzunehmen, und verwies auf den innerhalb von 19 Tagen niedergeschlagenen Streik der Eisenbahngesellschaften. Er machte klar, dass die Dublin United Tramways Company £ 100.000 und mehr investieren werde, um sich eines durch Streiks verursachten Terrors zu erwehren. Murphy betonte, dass er in seinen über 50 Jahren als Arbeitgeber keine ernsthafte Auseinandersetzung mit seinen Arbeitern hatte, ihnen stattdessen verbunden war, nicht als Herr über seinen Diener, sondern als Mann zu Mann, was ihm Applaus einbrachte.
Die Lage änderte sich aber nur einen Monat später, als Murphy feststellen musste, dass einige Mitarbeiter des Zustelldienstes zur ITGWU gehörten. Er entschloss sich, diese Mitarbeiter zu entlassen und die anderen Mitarbeiter eine Erklärung unterzeichnen zu lassen, die zusicherte, nicht an einem von der ITGWU organisierten Streik teilzunehmen. Dies wurde von Larkin als Kampfansage begriffen, der er am 25. August 1913 auf einer Versammlung am Beresford Place entgegnete:

“Mr Murphy says there will be no strike. I tell Mr Murphy that he is a liar. Not only is there to be a strike on the trams […] we are going to win this struggle no matter what happens.”

„Mr. Murphy sagt, dass es keinen Streik geben werde. Ich sage Mr. Murphy, dass er ein Lügner ist. Es wird nicht nur einen Streik bei den Straßenbahnen geben […] wir werden diesen Kampf gewinnen, egal was passiert.“

Der Ankündigung folgte am folgenden Tag die Umsetzung. Obwohl sich nur eine Minderheit der Straßenbahnführer der ITGWU angeschlossen hatte, sicherte Larkin mit Geschick einen maximalen Effekt, indem er vormittags, als besonders viel Publikum zur Eröffnung der Dublin Horse Show unterwegs war, 200 an dem Streik teilnehmende Mitarbeiter ohne Vorwarnung die Straßenbahnen verlassen und die anderen Bahnen aufhalten ließ, so dass all die Straßenbahnen eine lange Kette bildeten von dem College Green bis zum General Post Office. Der Betrieb konnte jedoch von Murphy wieder rasch in Gang gesetzt werden, da die streikenden Arbeiter rasch durch Neueinstellungen ersetzbar waren.
Murphy, der sich sicher war, einen entscheidenden Sieg davongetragen zu haben, versuchte diesen zu vollenden, indem er von seinen Arbeitern innerhalb einer kurz gesetzten Frist eine weitere Erklärung verlangte, der ITGWU nie beizutreten und sie in keiner Weise zu unterstützen. Diese Forderung erwies sich als überzogen, da zwar viele Arbeiter bereit waren, der ITGWU zunächst nicht beizutreten, aber sich generell diese Möglichkeit nicht nehmen lassen wollten. So erhöhte sich bis zum 22. September die Zahl der vom Streik bzw. Aussperrung betroffenen Arbeiter auf 20.000, wovon 14.000 Streikgeld erhielten.
Durch die Aussperrung kamen die streikenden und ausgeschlossenen Arbeiter in Not, so dass die britischen Gewerkschaften Schiffe mit Lebensmitteln nach Dublin schickten. Die Weigerung der Arbeitgeber unter der Führung von Murphy, Verhandlungen mit den Gewerkschaften aufzunehmen, stieß auf Kritik und führte zu der Einrichtung einer Untersuchungskommission des Board of Trade unter dem Vorsitz von Sir George Askwith. Der nach einer öffentlichen Anhörung erstellte Abschlussbericht vom 6. Oktober 1913 kritisierte die von Murphy geforderte Erklärung als Einschränkung der persönlichen Freiheit. Murphy gab jedoch nicht nach, was zunehmend öffentliche Kritik nach sich zog, in die sich auch die Stimme von George W. Russell im Freeman’s Journal einreihte:

“What did you do? […] You determined deliberately in cold blood to starve out one-third of the population of this city, to break the manhood of the men by the sight of the suffering of their wives and the hunger of their children. […] You may succeed in your policy [but] the men whose manhood you have broken will loath you […] The children will be taught to curse you.”

„Was haben Sie getan? Sie haben kaltblütig mit Absicht beschlossen, ein Drittel der Bevölkerung dieser Stadt auszuhungern und die Würde dieser Männer zu brechen angesichts des Leidens ihrer Frauen und des Hungers ihrer Kinder. […] Sie mögen mit ihrer Vorgehensweise erfolgreich sein, aber die Männer, die Sie gebrochen haben, werden Sie verachten […] Den Kindern wird beigebracht werden, Sie zu verfluchen.“

Russells prophetische Worte sollten sich dank zweier Fehler Larkins erfüllen. Larkin reiste durch England und suchte die Unterstützung der dortigen Gewerkschaften in der Organisation von Solidaritätsstreiks. Die rabiate Art, in der er das durchzusetzen suchte, kostete ihm jedoch nicht wenige Anhänger. Endgültig in Schwierigkeiten brachte ihn jedoch sein Vorschlag, die Not der Arbeiterkinder zu verringern, indem sie mit dem Schiff nach England geschickt würden. Trotz der unzweifelhaft humanitären Absicht zog diese Ankündigung einen wahren Proteststurm nach sich, da sofort der Verdacht geäußert wurde, dass die katholischen Kinder einer protestantischen Umerziehung ausgesetzt sein könnten.
Erzbischof Walsh, der zuvor auf der Seite der Arbeiter stand, sah sich deswegen genötigt, öffentlich gegen diesen Plan Stellung zu beziehen. Die übertriebenen Vorwürfe der Irish Independent, dass Larkin antiklerikal, anarchisch und ein marxistischer Sozialist sei, gewannen dadurch unerwartet an Substanz. Damit schlossen sich wieder die Reihen der Arbeitgeber, bei denen einige zuvor an der Notwendigkeit der Härte zweifelten. Die zunehmende Schwierigkeit der Gewerkschaft, die Streikgelder auszuzahlen, und der ungewöhnlich harte Winter 1913/1914 taten ein Übriges. Im Laufe des Januars 1914 strömten die Arbeiter wieder zurück und akzeptierten alle Bedingungen.

### Osteraufstand 1916
Der Osteraufstand, der sich zum Ziel setzte, die Unabhängigkeit Irlands von Großbritannien militärisch durchzusetzen, traf Murphy unvorbereitet. Die Independent war die erste Zeitung, die nach dem Ende des Aufstands darüber berichtete. In ihrem von dem Chefredakteur Harrington vermutlich mit dem Einverständnis von Murphy geschriebenen Leitartikel vom 4. Mai 1916 verurteilte sie den Aufstand scharf:

“No term of denunciation […] would be too strong to apply to these responsible for the insane and criminal rising of last week.”

„Kein anklagendes Wort könnte scharf genug sein, um nicht auf diejenigen angewandt zu werden, die für den wahnsinnigen und verbrecherischen Aufstand der letzten Woche verantwortlich sind.“

Der Kommentar kritisierte aber auch die Schwächen von Birrells Regierung und die Verantwortungslosigkeit Carsons und bat um Gnade für die jüngeren Teilnehmer des Aufstands.
Da es zu erheblichen Schäden durch die britische Artillerie gekommen war, die u. a. zwei Murphy gehörende Hotels zerstört hatte, wurde ein Treffen betroffener Eigentümer von Murphy organisiert mit dem Ziel, Entschädigungsleistungen vom britischen Staat einzufordern. Während Murphy in dieser Angelegenheit nach London fuhr, erschien in der Irish Independent ein Leitartikel, der ihm später zu Unrecht angelastet wurde:

“Let the worst of the ringleaders be singled out and dealt with as they deserve.”

„Lass uns die schlimmsten Rädelsführer vorknöpfen und behandeln, wie sie es verdienen.“

In der gleichen Ausgabe war eine Abbildung des Gewerkschafters James Connolly mit einer Bildunterschrift, die darauf hinwies, dass er sich immer noch von seinen Wunden im Dublin Castle erhole. Zwei Tage später wurde er hingerichtet. Gegenüber Healy stellte Murphy später klar, dass er das nie abgesegnet hätte, aber damit nicht in die Öffentlichkeit gehe, weil er seine Mitarbeiter nicht bloßstellen möchte.

### Irischer Verfassungskonvent
Von der britischen Regierung wurde 1917 ein irischer Verfassungskonvent gegründet mit dem Ziel, eine Verfassung für Irland zu entwickeln, die allen Interessen so weit wie möglich gerecht wird. Die eingeladenen Mitglieder sollten alle Gruppen der irischen Gesellschaft repräsentieren. Jedoch lehnten Mitglieder der Sinn Féin und einiger Gewerkschaften die Teilnahme ab. Murphy wurde von Henry Duke, dem amtierenden Chief Secretary, eingeladen und nahm den Sitz nach einiger Bedenkzeit an. In dem Konvent strebte Murphy eine Unabhängigkeit nach dem Vorbild Kanadas oder Südafrikas an. Er wandte sich gegen eine Aufteilung Irlands mit sechs mehrheitlich unionistischen Counties im Norden und den restlichen mehrheitlich katholisch-nationalistisch ausgerichteten Counties und begründete das damit, dass die jeweiligen Minderheiten bei einer Regierung für ganz Irland besser geschützt seien. Obwohl Murphy seine Ansichten auch im Irish Independent verbreiten ließ, konnte er sich nicht durchsetzen, so dass er am Ende nur zusammen mit 21 anderen Mitgliedern einschließlich Erzbischof Walsh eine Mindermeinung zusammenstellen konnte. Die von dem Vorsitzenden Horace Plunkett im April 1918 vorgetragene Mehrheitsmeinung spielte anschließend keine Rolle mehr, da zu diesem Zeitpunkt nach der deutschen Frühjahrsoffensive dringend Truppen aus Irland für die Westfront benötigt wurden. Da die britische Regierung ursprünglich vorhatte, die Einrichtung einer nationalen Regierung für Irland mit einer Wehrpflicht zu verknüpfen, erschien der Zeitpunkt einer Umsetzung denkbar ungünstig. Der Widerstand gegen eine drohende Wehrpflicht, der insbesondere auch durch die Irish Independent und die Irish Catholic unterstützt wurde, führte zu einer zunehmenden Unterstützung der nationalen Bewegung. Nach dem Kriegsende im November 1918 war die Debatte über die Wehrpflicht beendet, aber der von Michael Collins organisierte Kampf um die Unabhängigkeit profitierte sehr von dem Widerstand.

### Tod und Nachrufe
Murphy nahm danach nicht mehr an weiteren politischen Entwicklungen teil. Im Juni 1919 erkrankte er und verstarb eine Woche später am Nachmittag des 26. Juni in Dartry Hall. Die Nachrufe in der irischen und britischen Presse waren durchweg positiv und hoben insbesondere seine unternehmerische Bedeutung hervor. Diese öffentliche Meinung in Irland sollte sich aber gravierend ändern, als nach der irischen Unabhängigkeit die 1916 exekutierten Führer des Osteraufstands einschließlich James Connolly zu Helden wurden. Die Dubliner Straßenbahnen, die nicht mehr länger von seinem geschäftlichen Talent profitierten, waren rasch dem Untergang geweiht. Die Irish Independent jedoch erwarb 1924 den nicht mehr erfolgreichen Freeman’s Journal und blieb bis heute (Stand: 2011) die auflagenstärkste irische Zeitung.